# Taylorcraft Model A
Die Taylorcraft Model A ist ein Leichtflugzeug des US-amerikanischen Herstellers Taylorcraft Aviation aus den 1930er Jahren.

## Geschichte
Nach dem Verkauf seiner Anteile an der Taylor Aircraft Company an William T. Piper, gründete Gilbert Taylor 1935 mit der Taylorcraft Aviation Company wieder ein eigenes Unternehmen. Das erste Baumuster der neuen Firma war die Taylorcraft Model A, dessen erste Exemplare in Butler (Pennsylvania) gebaut wurden. Für die Serienproduktion bot die Stadt Alliance (Ohio) mietfrei das alte, leerstehende Alliance Werk an, in dem die Alliance Aircraft Corp bis 1930 die Argo hergestellt hatte.
Der Prototyp des Model A flog im April 1935 zum ersten Mal. Die Musterzulassung (ATC 643) wurde im Juni 1937 erteilt, wonach der Auftragsbestand schnell 250 Maschinen erreichte. Um jedoch die Serienproduktion in Alliance starten zu können, benötigte Taylor weiteres Kapital, das schließlich William C. Young einbrachte. Dies hatte eine weitere Umbenennung des Unternehmens in Taylor-Young Airplane Company zur Folge, so dass die Maschine in der Literatur auch als Taylor-Young Model A bezeichnet wird. Young übernahm die Funktion des Vizepräsidenten und Generalmanagers. Ende 1937 konnten die 200 Beschäftigten wöchentlich 15 Maschinen herstellen; die gesamte Produktion betrug in diesem Jahr 356 Exemplare. Mitte 1938, als die Fertigung auf das Nachfolgemuster Model B umgestellt wurde, endete die Produktion des Model A nach insgesamt 606 Maschinen.

## Konstruktion
Wie bei allen Vorkriegs-Taylorkonstruktionen bestand die Rumpfstruktur aus mit Stoff bespannten geschweißten Stahlrohren. Die Verwendung eines NACA-23012-Tragflächenprofils und die Rückkehr zu nebeneinander liegenden Sitzen, waren die wesentlichen Unterschiede zur vorhergehenden Taylor J-2. Der Einstieg erfolgte über eine Tür auf der rechten Seite. Der 10 Gallonen (37,8 L) fassende Tank war vor der Kabine angeordnet.
Die abgestrebten Tragflächen hatten Fichtenholz-Holme und Metall-Rippen. Die Vorderkanten waren metallbeplankt, während die restlichen Flächen stoffbespannt waren. Auch die Querruder besaßen diesen Aufbau. Das Fahrwerk hatte eine geteilte Achse sowie eine Gummiband-Federung und -dämpfung. Der serienmäßige Schleifsporn konnte gegen ein Spornrad ausgetauscht werden. Weitere Ausstattungsoptionen waren die Verwendung von Edo-Schwimmern oder Kufen, Navigationslichter, Vergaserheizung, Bremsen, Funkgerät, Doppelzündung und eine zusätzliche linke Tür.
Der Antrieb bestand aus einem 40-PS-Continental A-40-4-Boxermotor, der eine theoretische Höchstgeschwindigkeit von 145 km/h erlaubte.

## Technische Daten
| Kenngröße             | Daten                                                                 |
| --------------------- | --------------------------------------------------------------------- |
| Besatzung             | 1                                                                     |
| Passagiere            | 1                                                                     |
| Länge                 | 6,71 m                                                                |
| Spannweite            | 10,98 m                                                               |
| Höhe                  | 2,03 m                                                                |
| Flügelfläche          | 15,61 m²                                                              |
| Flügelstreckung       | 7,7                                                                   |
| Startmasse            | 477 kg                                                                |
| Höchstgeschwindigkeit | 145 km/h                                                              |
| Steigleistung         | 130 m/min                                                             |
| Dienstgipfelhöhe      | 4270 m                                                                |
| Reichweite            | 380 km                                                                |
| Triebwerke            | ein Boxermotor Vierzylinder Continental A-40-4- mit 40 PS (ca. 30 kW) |